# Pouteria oblanceolata
Pouteria oblanceolata là một loài thực vật có hoa trong họ Hồng xiêm. Loài này được Pires miêu tả khoa học đầu tiên năm 1960.